# Murakkish l'Ancien
Muraqqish al-Akbar, ou Murakkish l'Ancien (en arabe : مرقش الأكبر), est un poète arabe préislamique qui vécut dans la première moitié du VIe siècle. Son vrai nom pourrait être ʿAmr Ibn Saʿd. Murakkish l'Ancien ne doit pas être confondu avec son neveu, Murakkish le Jeune. Il est connu pour avoir participé à la Guerre de Basous au côté de son père, Saʿd Ibn Mâlik Ibn Ḍubayʿa.
La tradition classique le considère comme un des "premiers poètes", les plus anciens poètes retenus par la tradition. La qasida que Mufaddal lui attribue dans les Mufaddaliyyât, est le plus ancien poème du recueil et pourrait avoir été composé dans les années 510. 
De plus, il est compté aux nombres des "amants arabes célèbres" (arabe : عشاق العرب). Il est resté célèbre en tant que héros d'un roman populaire du VIIIe siècle.